# Nyomdafesték
A nyomdafesték nyomtatáshoz használt színezőanyag, amelynek segítségével egy szöveg vagy kép a papírlapon megjelenik. A nyomdafesték kémiai összetételét, konzisztenciáját az határozza meg, hogy milyen nyomtatási eljárással, milyen nyomathordozóra történik a nyomtatás.

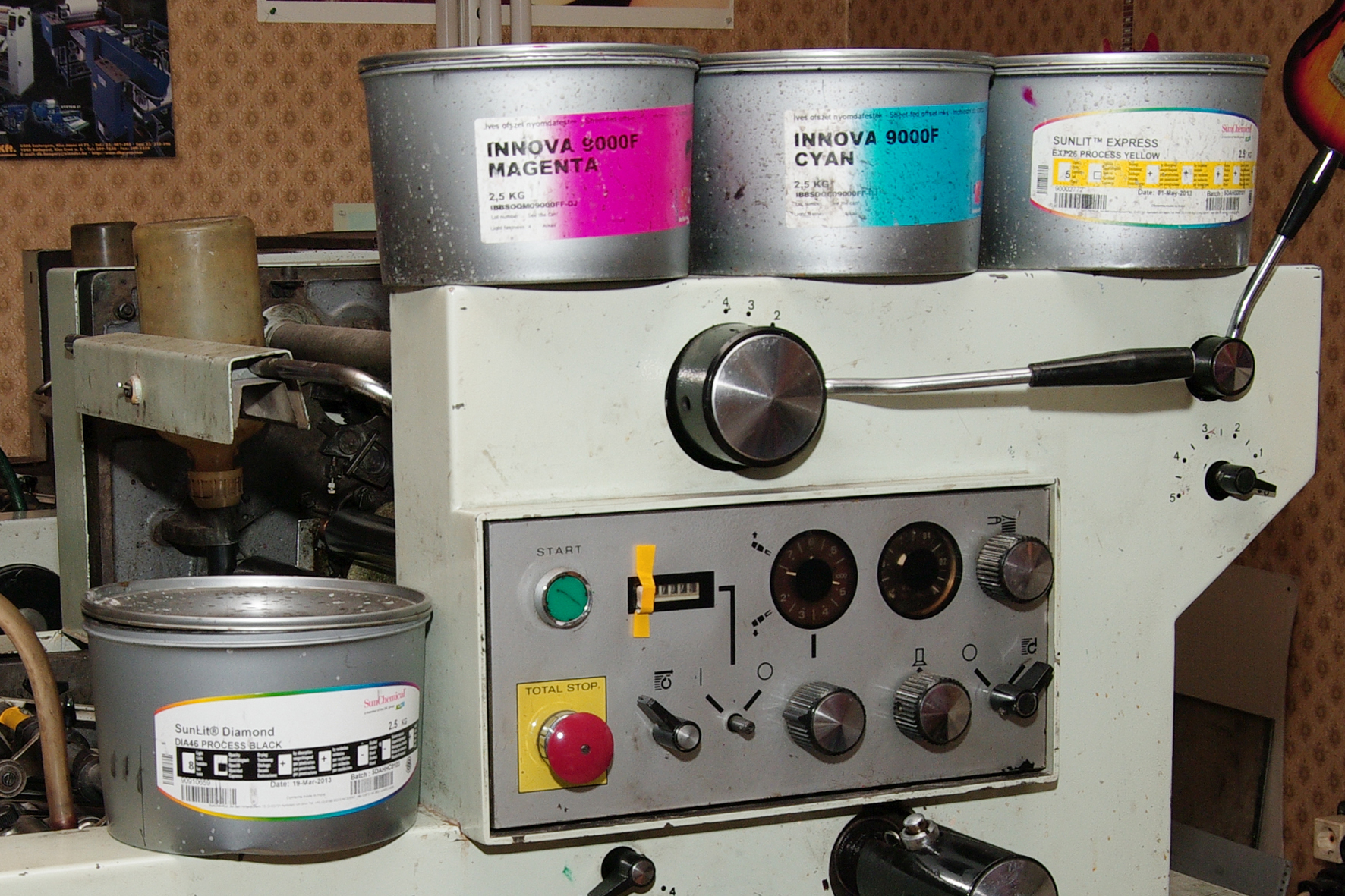
A négyszínnyomásos ofszetnyomtatás festékei

## Története
A festékek története ősidőkbe nyúlik vissza, erről tanúskodnak a barlangok falain található, elsősorban fekete színű primitív rajzok, amelyeket az elejtett állatok elszenesedett csontjaival rajzoltak. Élő bizonyítékai ennek a régebbi időkből fennmaradt barlangrajzok, falfestmények. Később színes alkotások is készültek, erről tanúskodik a pompeji falfestmények színgazdagsága is. Már Mózes könyveiben szó van a kék és skarlátvörös színekről, és meg van írva, hogy a főpapok ruhája bíborszínű legyen. A legkorábbi írás a festékekről Kínából származik Kr. e. 2600-ból. 1774-ben az első kémiai festék, majd 1856-ban az első szintetikus festék előállítása is sikeresen megtörtént.

## Készítése
A festékek készítése az idők folyamán sokat változott. Johannes Gutenberg találmánya után még sokáig a nyomdászok készítették a nyomtatáshoz szükséges festéket. Később a gyorssajtók elterjedésével óriási arányban nőtt a nyomtatványok száma, így a nyomdafesték előállítása egy új iparág, a festékipar, festékgyárak feladata lett. A nyomdafestékek két kategóriába sorolhatók: vízbázisú festékek, olajbázisú festékek, amelyeket folyóiratok, katalógusok, könyvek nyomtatásánál ofszetnyomáshoz használnak. A nyomdafesték gyártás legfontosabb anyagai a pigmentek, a különböző koromfajták (lángkorom, lámpakorom, gázkorom), olajok és gyanták. A színes nyomdafestékek előállításához szintetikus eredetű pigmenteket használnak. Ezek lényegesen színerősebbek, tisztább színt adnak vissza, jobban elkeverhetők a kötőanyagban, mint a korábban használt természetes alapú szervetlen pigmentek. A nyomdafestékek kötőanyagai fenyő-és szénhidrogén gyanták, amelyek meghatározzák a festékréteg tartósságát, vízállóságát, karcállóságát, ledörzsölhetőségét. A kötőanyagok nélkül nem alakulhatna ki szilárd filmréteg a nyomathordozón. Érdekesség, hogy a fenyő típusa is hatással van a nyomdafestékre, amelyből a gyantát nyerik. A jó minőségű nyomdafestéknek könnyen tapadónak és gyorsan száradónak kell lennie, a papír hátoldalán nem szabad átütődnie.

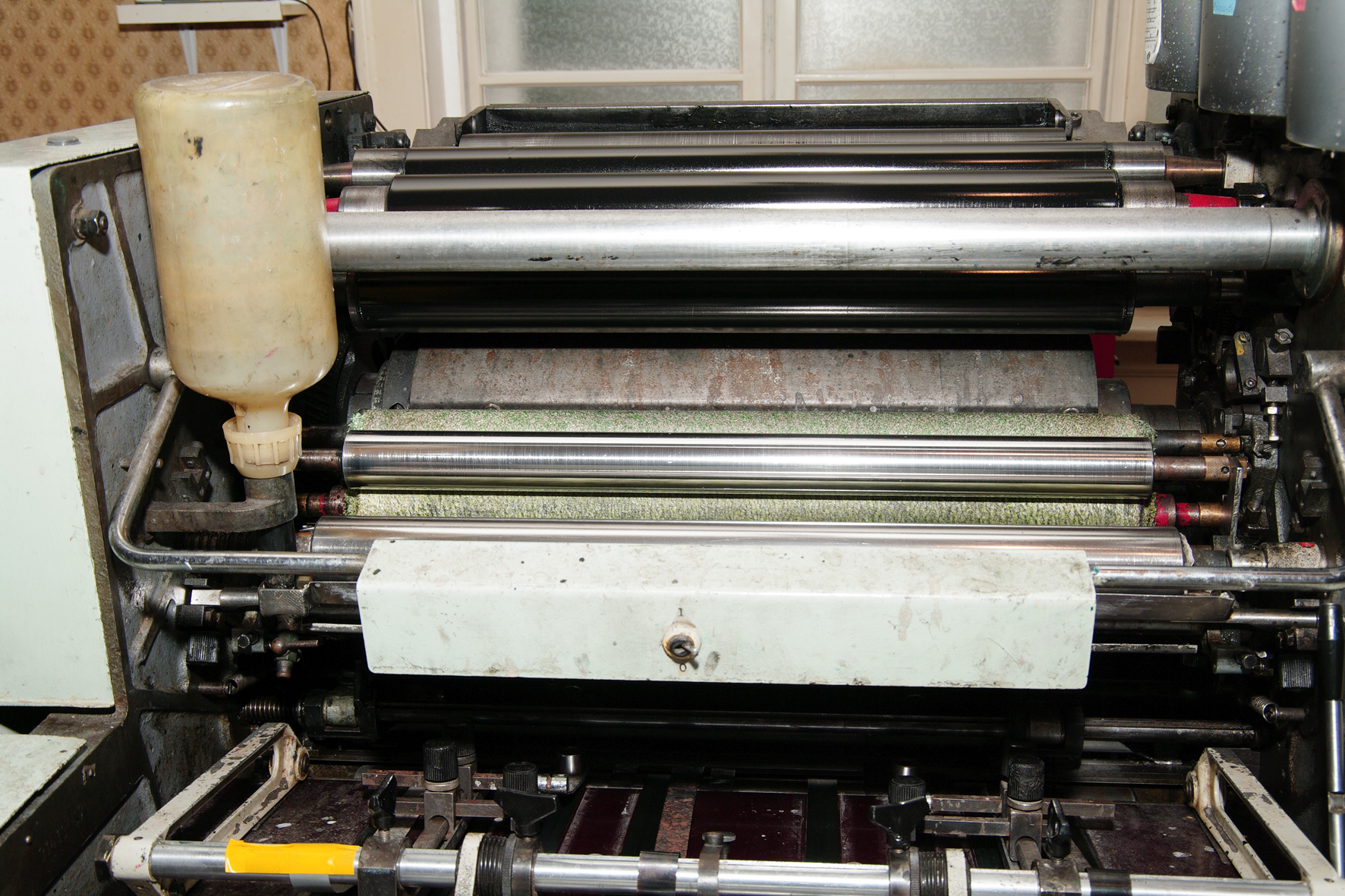
Ofszetnyomó gép hengersora

## Felhasználása
A nyomdafestéket különféle nyomtatási eljárásokhoz használják. Manapság a legelterjedtebb technológia az ofszetnyomtatás. Ennél a nyomtatásnál a nyomóforma, ami 0,1–0,5 mm vastag alumíniumlemez, a festék felvétele csak a lemez olefil (zsírszerető) részein következik be, a lemez nem nyomó részeit csak a víz nedvesíti. Mind a minőségi, mind a mennyiségi követelmények növekednek napjainkban az ofszetnyomtatás területén. A jó nyomat az optimális képhatás és az eredeti színárnyalat hű visszaadása. A nyomdász számára a nyomtathatóság mellett fontos a nyomdafesték egyszerű kezelhetősége, a festékhez rendelhető adalékanyagok választéka, nagy színerő, jó színparaméterek. Mindezek mellett a festékgyártásnál fontos szempont legyen a környezetvédelem, a gazdaságosság és versenyképesség a festékpiacon.